# دهستان چله
دهستان چله نام دهستانی در بخش مرکزی شهرستان گیلانغرب، استان کرمانشاه در ایران است.که روی جاده اصلی گیلانغرب به اسلام آباد غرب و گیلانغرب به ایوان غرب و سرابله به درازای حدود۳۰_۳۵ کیلومتر قرار گرفته است. براساس سرشماری مرکز آمار ایران در سال ۱۳۸۵، جمعیت آن ۸۴۸۸ نفر (۱۸۹۶ خانوار) بوده‌است.
اکثر جمعیت این دهستان از ایل[طایفه] سیاه سیاه کلهر هستند. البته طایفه های دیگر ایل کلهر مثل شیرزادی، روتوند، صالح، زرگوش، زینلخانی و... هم در این دهستان زندگی می کنند. 